# Зона Мркаљ
Зона Мркаљ (Београд, 1961) српска је лингвисткиња, методологичар и доктор књижевности. Рођена је 1961. године у Београду, у којем се школовала и дипломирала на Филолошком факултету Универзитета у Београду, на Катедри за српски језик 1984. године. Магистрирала је десет, а докторирала двадесет и једну годину касније. Назив магистарског рада јој је Часопис Наша стварност; улога, место и значај у четрдесетим годинама XX века, а докторског Наставно проучавање народних приповедака и предања.

## Биографија
Зона је рођена у Београду у којем се и школовала. Након дипломирања 1984. године, наредних једанаест година (до 1995) радила је као професор српског језика и књижевности у београдским основним и средњим школама. У исто време је држала и часове хоспитовања за студенте Методике наставе књижевности и српског језика на факултету који је завршила и похађала постдипломске студије.
Након завршетка студија 1990, исте године је у Канади наставила са усавршавањем. Тамо је остала две године, притом радећи у државној основној школи у Волисбургу (енгл. Wallaceburg), Онтарио као наставник-сарадник. Две године по повратку је магистрирала (1994), а следеће године је примљена на Филолошки факултет за асистента на предмету за који је дотад хоспитовала. Мркаљева је 2005. докторирала код Милије Николића и Љиљане Бајић.

## Стручни рад
Зона Мркаљ је тренутно у звању ванредног професора. Сем са редовним студентима, она ради и са полазницима који српски језик уче као страни, а на Међународном славистичком скупу као лектор са млађим славистима. Године 2004. је у Организацији за европску безбедност и сарадњу (ОЕБС) радила као професор српског језика. Потпредседница је Друштва за српски језик и књижевност Србије и уредник библиотека Књижевност и језик и Школски час. Школске 2007/2008. године била је заменик управника Катедре за српску књижевност са јужнословенским књижевностима. Предавач је по позиву Учитељског факултета.
Битнији део њеног рада чини писање уџбеника. Мркаљева је коаутор читанки за пети и осми разред основне школе издатих при Заводу за уџбенике, као и пропратних радних свески. Један је од аутора приручника за учитеље млађих разреда и збирки задатака за национално тестирање ђака, што укључује оцењивање квалитета знања ученика завршних разреда основне школе. Ауторка је тестова из књижевности за надарене ученике при Републичком центру за таленте и збирке припремних задатака за пријемни испит у средњу школу. Написала је и три књиге за предшколце, а у вези са припремом за читање и писање.
Дугогодишњи је стручни сарадник Групе Клет, за коју је написала уџбенике Наставна теорија и пракса 1, 2 и 3 и Планирање у настави (назив уместо Наставна теорија и пракса 4). Сем тих књига, написала је и На часовима српског језика и књижевности и Школско свезнање, између осталих. Издваја се и Зонина најновија књига Колико познајеш књижевност?, а према којој је осмишљено такмичење Књижевна олимпијада. Такмичење се одржава под окриљем Министарства просвете, науке и технолошког развоја Републике Србије, а, освајањем неког од прва три места на републичком нивоу, ученици четвртог разреда средње школе из Србије били би ослобођени полагања књижевности за пријем на факултете који то захтевају.
Мркаљева је професорка на предметима Увод у методику, Методика наставе српског језика, Стваралачке активности ученика и Методичка пракса на редовним студијама, Методика наставе књижевности и српског језика на мастер студијама и курса Проблеми жанра у наставном проучавању усмених прозних облика на докторским студијама.

## Признања
Зонина докторска дисертација сматрана је једном од тада најбољих књига које обједињују научни/стручни и методолошки/промишљени приступ. Како је рекао проф. др Б. Сувајџић, докторска дисертација Зоне Мркаљ ретка је књига у српској науци која задовољава две намене. Она је ваљан методички приручник који омогућује извођење наставног процеса у складу са највишим стандардима методичке науке, али и научна монографија која компетентно промишља једну врло широку и проблематичну предметну област у српској и европској фолклористици.

### Књиге
- Оријентациони распоред наставног градива за 8. разред основне школе. Београд : Стручна књига, 1999. – 66 стр.
- Права, крива, слово. – Београд : Завод за уџбенике и наставна средства, 2004. – 69.
- Od A do Ž, Prava,kriva,slovo. – Beograd : Zavod za udžbenike i nastavna sredstva, 2005. – 63. (књига за предшколце).
- Писанка, свеска за почетно писање / Стјепан Филеки. – Београд : Завод за уџбенике и наставна средства, 2006. – 64 стр. (књига за предшколце).
- Квалитет читанки за млађе ученике основне школе // Квалитет уџбеника за млађи школски узраст / Дијана Плут. – Београд : Институт за психологију Филозофског факултета, 2007. pp. 51–94.
- Наставна теорија и пракса 1. – Београд : Издавачка кућа „Klett“, 2008. – 172 стр.
- Наставна теорија и пракса 2. – Београд : Издавачка кућа „Klett“, 2008. – 198 стр.
- Наставно проучавање народних приповедака и предања. - Београд: Друштво за српски језик и књижевност Србије, 2008. - 407 стр.
- Наставна теорија и пракса 3. – Београд : Издавачка кућа „Klett“, 2009. – 219 стр.
- Планирање у настави српског језика и књижевности (у старијим разредима основне школе). – Београд : Издавачка кућа „Klett“, 2010. – 186 стр. (у припреми)
- На часовима српског језика и књижевности. – Београд : Завод за уџбенике, 2010. – 207 стр. (у припреми)

### Уџбеници
- Читанка за пети разред ОШ : По јутру се дан познаје / Љиљана Бајић. – Београд : Завод за издавање уџбеника и наставних средстава, 2002. pp. 240
- Тестови из српског језика за трећи разред основне школе / група аутора. Београд : Државни центар за евалуацију, 2003.
- Збирка задатака из српског језика за квалификациони испит за упис у средње школе 2004 /2005. године / група аутора. – Министарство просвете и спорта Републике Србије. Центар за евалуацију // Просветни преглед (Београд). – 2004. pp. 188.
- Читанка за осми разред ОШ / Љиљана Бајић. – Београд : Завод за уџбенике и наставна средства, 2006. – 227 стр. (Награда „Стојан Новаковић“ за најбољи уџбенички комплет у вишим разредима основне школе у издању Завода за уџбенике и наставна средства из Београда. 21. септембар 2006. год).
- Радна свеска из српског језика за 8. разред ОШ / Душка Кликовац, Љиљана Бајић. – Београд : Завод за издавање уџбеника и наставних средстава, 2006. pp. 127.
- Радна свеска из српског језика за 5. разред ОШ / Рајна Драгићевић, Љиљана Бајић. – Београд : Завод за уџбенике и наставна средства, 2006. – 136 стр.
- Приручник за наставнике српског језика у 8. разреду ОШ / Душка Кликовац, Љиљана Бајић. – Београд : Завод за уџбенике и наставна средства, 2006. pp. 100.
- Збирка модела задатака по нивоима постигнућа : Српски језик и математика за трећи разред основне школе // аутори задатака – српски језик Споменка Марковић ... 〚и др.〛. – Београд : Завод за вредновање квалитета образовања и васпитања, 2006. – 210 стр.
- Читанка за пети разред ОШ / Љиљана Бајић. – Београд : Завод за уџбенике, 2007. – 222 стр. (прво издање).
- Радна свеска за српски језик у петом разреду основне школе / Рајна Драгићевић, Љиљана Бајић. – Београд : Завод за уџбенике. 2007. – 135 стр.
- Школско свезнање / група аутора. – Београд : Завод за уџбенике, 2007. - 1080 стр.
- Математика. Српски језик / група аутора. – Београд : Друштво математичара Србије : Завод за вредновање квалитета образовања и васпитања, 2007. – 72 стр. – (Примена знања. 4. разред).
- Читанка за 8. разред основне школе / Љиљана Бајић. – Београд : Завод за уџбенике, 2010. – 222 стр.
- Радна свеска из српског језика за 8. разред ОШ / Душка Кликовац, Љиљана Бајић. – Београд : Завод за уџбенике, 2010. pp. 157.
- Приручник за наставнике српског језика у 8. разреду ОШ / Душка Кликовац, Љиљана Бајић. – Београд : Завод за уџбенике, 2010. pp. 120.
- Збирка задатака из српског језика (према стандардима за крај обавезног образовања) / Снежана Костадиновић. – Београд : Завод за уџбенике, 2010. – у припреми.
- Читанка за 8. разред основне школе / Зорица Несторовић-Београд, Службени гласник - Цветник-336 страна.

### Пројекти
- Школско развојно планирање. – Београд : Министарство просвете. Сектор за образовање и међународну пословну сарадњу, 2002. (развојни).
- Оцењивање у школској пракси – функције, принципи и унапређивање квалитета (програм стручног усавршавања наставника), 2002–2003. (развојни).
- Промене у основношколском образовању – проблеми, циљеви, стратегије. – Београд : Министарство науке и заштите животне средине Републике Србије, 2003. (домаћи стратешки).
- Национално тестирање образовних постигнућа ученика трећег разреда основне школе – компонента Српски језик. – Београд : Завод за вредновање квалитета образовања и васпитања. 2003–2004. (развојни).
- Квалитет уџбеника за ниже разреде основне школе. Фонд за отворено друштво. – Београд : Институт за психологију Филозофског факултета, 2003–2006. (домаћи иновациони).
- Развој школства у Републици Србији. Развој стандарда и вредновање. – Београд : Министарство просвете. Завод за вредновање квалитета образовања и васпитања. (развојни) 2004 - 2005. (развојни).
- Предлог образовних стандарда за крај обавезног образовања – компонента Српски језик. – Београд : Министарство просвете. Завод за вредновање квалитета образовања и васпитања. (развојни) 2005 - 2006. (домаћи стратешки).
- Израда нових програма српског језика и књижевности у основној школи. – Београд : Министарство просвете. (домаћи стратешки) 2006. (пети разред); 2007. (шести разред); 2008. (седми разред); 2009. (осми разред).
- Стручна усавршавања за наставнике. Семинари Ка савременој настави српског језика и књижевности. – Београд : Друштво за српски језик и књижевност Србије. 2002/2003. (први циклус); 2007 – 2010. (развојни) Осигурање квалитета програма стручног усавршавања. – Београд : Завод за унапређивање образовања и васпитања. Центар за професионални развој запослених. 2005. 2006. 2007. и даље... (фундаментални).
- Републичко и регионално такмичење и републичка и регионална смотра научно-истраживачких радова талената. Израда тестова из српског језика и књижевности за такмичење талентованих ученика. – Београд : Републички центар за таленте. Министарство просвете. 2006–2010. (развојни).
- Израда годишњих тестова за Српски језик и Математику за 4. разред основне школе – компонента Српски језик. – Београд : Завод за вредновање квалитета образовања и васпитања : Друштво за српски језик : Друштво математичара. 2007– 2008. (развојни).
- Читање и рецепција лектире у гимназијама Србије. – Београд : Завод за вредновање квалитета образовања и васпитања. 2007-2008. (домаћи стратешки).
- Предлагање образовних стандарда за крај првог циклуса образовања за предмете Српски језик, Математика и Природа и друштво – компонента Српски језик. – Београд : Завод за вредновање квалитета образовања и васпитања. 2008–2009 и даље (домаћи стратешки).
- Израда критеријумских тестова за крај првог образовног циклуса за предмете Српски језик и Математика – компонента Српски језик. – Београд : Завод за вредновање квалитета образовања и васпитања. 2009. (развојни).
- Израда Предлога стандарда знања, вештина и способности наставника. – Београд : Завод за унапређивање образовања и васпитања. 2009. (стратешки).
- Израда критеријумских тестова за 7. разред основног образовања за предмете Српски језик и Математика – компонента Српски језик. – Београд : Завод за вредновање квалитета образовања и васпитања. 2010. (развојни).
- Припремање програма и инструмената завршног испита у основном образовању – компонента Српски језик. – Београд : Завод за вредновање квалитета образовања и васпитања. 2010. (развојни)